# Grande Valley
Das Grande Valley (englisch, spanisch Valle Grande ‚Großes Tal‘) ist ein ausladendes Tal mit ebenem Talgrund auf der Fildes-Halbinsel von King George Island im Archipel der Südlichen Shetlandinseln. In west-östlicher Ausrichtung liegt es südlich der Gemel Peaks.
Chilenische Wissenschaftler benannten es um das Jahr 1996. Das UK Antarctic Place-Names Committee übertrug diese Benennung 2007 ins Englische.